# Bouzan
Bouzan är en ort i Burkina Faso.   Den ligger i regionen Hauts-Bassins, i den sydvästra delen av landet, 210 km sydväst om huvudstaden Ouagadougou. Bouzan ligger 282 meter över havet och antalet invånare är 5 209.
Terrängen runt Bouzan är platt. Runt Bouzan är det ganska glesbefolkat, med 38 invånare per kvadratkilometer.. Det finns inga andra samhällen i närheten.
Omgivningarna runt Bouzan är en mosaik av jordbruksmark och naturlig växtlighet.